# Walenty Krosnowski
Władysław Walenty Krosnowski (ur. w Krzyżanówku, zm. 15 sierpnia 1878 w Paryżu) – powstaniec listopadowy, belwederczyk, żołnierz, działacz emigracyjny.

## Życiorys
Pochodził z Krzyżanówka k. Kutna. Studiował na Wydziale Prawa Uniwersytetu Warszawskiego. Należał do Sprzysiężenia Wysockiego (kółka Leonarda Rettla), które zainicjowało wybuch powstania listopadowego.
Do historii przeszedł jako uczestnik ataku na Belweder w noc listopadową (29 XI 1830). Było to pierwsze zbrojne wystąpienie powstańców listopadowych. Walenty Krosnowski należał do grupy atakującej siedzibę wielkiego księcia Konstantego od strony ogrodowej. Szturm belwederski zakończył się niepowodzeniem, jednak w jego wyniku wielki książę Konstanty bezpowrotnie utracił władzę w Królestwie Polskim. Sam Krosnowski w czasie ataku, jako jedyny belwederczyk, wpadł w ręce Rosjan, lecz odzyskał wolność już po kilku dniach, gdy wielki książę Konstanty zezwolił wiernym mu polskim oddziałom wojskowym powrócić do Warszawy i połączyć się z powstańcami.
W trakcie powstania Krosnowski dosłużył się stopnia porucznika w 2 Pułku Mazurów. Po upadku zrywu udał się, wraz z tysiącami rodaków, na emigrację do Europy zachodniej (18 XI 1831 stanął w Paryżu). Tam wstąpił do Komitetu Narodowego Polskiego (1832) i Towarzystwa Demokratycznego Polskiego (jako jeden z pierwszych jego członków). W styczniu 1832 wzywał na pojedynek gen. Józefa Bema, w obronie "tych, co zbijali bruki" (do pojedynku ostatecznie nie doszło). W maju tego samego roku brał udział w słynnym zjeździe demokratów w niemieckim Hambach (Hambacher Fest). Przez władze francuskie uważany był za "pijaka i rozpustnika" – w listopadzie 1832 otrzymał polecenie wyjazdu do Montpellier, zachorował jednak na reumatyzm syfilityczny i pozostał w stolicy. Później wyjechał do Poitiers, gdzie w dniu 25 sierpnia 1833 wstąpił do Sekcji Centralnej TDP i przez pewien czas sprawował w niej funkcje przewodniczącego. W listopadzie 1833 r. wystąpił ze struktur TDP na znak protestu przeciwko niekorzystnym (w jego ocenie) zmianom programowym organizacji. W 1834 wyjechał do Strasburga. W 1837 ponownie osiadł w stolicy Francji, jednak na skutek choroby nie brał już czynnego udziału w sprawach publicznych. Najwyższy Sąd Kryminalny w Warszawie skazał go zaocznie na karę śmierci za udział w zamachu na życie wielkiego księcia Konstantego. Wyrok ten zamieniono następnie na dożywotnią banicję (1834).
Zamieszkiwał także Londynie i Colmar. Zmarł 15 sierpnia 1878 roku w Paryżu.